# Zgrada na Poljani Mihovila Pavlinovića 1 u Makarskoj
Zgrada u gradiću Makarskoj na adresi Poljana Mihovila Pavlinovića 1 je zaštićeno kulturno dobro.

## Opis dobra
Zgrada pravokutnog tlocrta sastavljena je od tri povezane zgrade, od kojih je središnja trokatna dok su bočna krila dvokatna i zakrovljena trostrešnim krovištem. Gradnju zgrade započeo je biskup Fabijan Blašković, a dovršena je krajem 19. stoljeća i namijenjena za školu. Unutrašnje stubište ima neostilske elemente, a visoki hodnici neobarokne svodove. Južno od zgrade je vrt. U prizemlju zgrade danas djeluje galerija Antun Gojak, a na katu Gradska knjižnica i Glazbena škola.

## Zaštita
Pod oznakom Z-4935 zavedena je kao nepokretno kulturno dobro - pojedinačno, pravna statusa zaštićena kulturnog dobra, klasificirano kao "profana graditeljska baština".